# Sikatuna
Sikatuna, officiellement la Municipalité de Sikatuna, (cebuano: Lungsod sa Sikatuna; tagalog: Bayan ng Sikatuna), est une municipalité de 5e classe dans la province de Bohol, aux Philippines. Au recensement de 2015, elle avait 6 726 habitants.
Situé à 17 kilomètres (11 miles) de Tagbilaran, Sikatuna a une superficie totale de 3822 hectares (9.440 acres), ce qui en fait la plus petite municipalité de Bohol. La ville est nommée d'après Datu Sikatuna, l'ancien chef de Bohol, bien qu'il n'y ait aucune preuve qu'il vivait dans la région.
La municipalité de Sikatuna célèbre sa fête de la ville le 10 juin en l'honneur du patron de la ville Saint Anthony De Padua.

## Histoire
Sikatuna faisait autrefois partie des villes de Baclayon et Alburquerque. Faisant partie de Baclayon, Sikatuna était connu sous le nom de barrio Cambojod. Quand Alburquerque est devenue une ville, Sikatuna est alors devenue une partie de son nouveau territoire et le nom "Cambojod" a été changé en "Cornago". C'est alors après ce changement que les dirigeants politiques locaux ont aspiré à l'indépendance.
Sikatuna est devenue sa propre ville en 1917. Les dix barangays qui composent maintenant Sikatuna proviennent de trois anciennes municipalités voisines: Alburquerque, Loboc et Balilihan. Dans l'ordonnance municipale originale sur la transformation du barrio Cornago en municipalité, la limite municipale était définie comme le quartier de Cornago plus quatre quartiers du nord d'Alburquerque: Libjo, Abucay Sur, Abucay Norte et Can-agong. Cependant, le sénateur Jose A. Clarin a contribué à augmenter la frontière territoriale en prenant deux quartiers à Loboc: Cambuac Sur et Cambuac Norte; et deux quartiers de Balilihan: Badiang et Bahay-bahay. Cornago a été divisé en Poblacion I et Poblacion II.